# Operation Jedburgh
Die Operation Jedburgh war eine Geheimdienstoperation der westlichen Alliierten während des Zweiten Weltkrieges. Sie begann im März 1943 und war die erste echte Zusammenarbeit zwischen dem amerikanischen Office of Strategic Services (OSS), der britischen Special Operations Executive (SOE), dem französischen Bureau Central de Renseignements et d’Action (BCRA) und den Exil-Militärs der Niederlande und Belgiens. Ziel war es, kleine Gruppen von Agenten mit Fallschirmen hinter die deutschen Linien in Frankreich, Belgien und den Niederlanden einzuschleusen, um den bewaffneten Widerstand zu unterstützen und den D-Day sowie den Einmarsch der alliierten Streitkräfte nach Deutschland vorzubereiten. Pläne des Gegners sollten ausspioniert, Kommunikations- und Versorgungswege durch Sabotageakte zunichtegemacht werden und inszenierte Guerillakriege sollten die Armeen des Dritten Reichs schwächen. Neben Einsätzen in Europa gab es auch einige in Asien gegen Japan. Die Angehörigen der Spezialeinheit wurden „Jeds“ genannt. Die Operation Jedburgh gilt als der Vorläufer heutiger Spezialeinheiten.

## Name
Über die Herkunft des Namens „Operation Jedburgh“ gibt es viele Legenden. Eine der populärsten Meinungen ist die, dass sich der Name von der schottischen Stadt Jedburgh in den Scottish Borders ableitet. Im späten Mittelalter war diese berüchtigt für Schmuggel und Raubzüge der Border-Reivers-Bande.
Andere Theorien behaupten, er käme von einer Stadt in Südafrika, die während der Burenkriege gegen die Briten eine Rolle spielte, dass sich der Name von den bei den Operationen benutzten Funkgeräten (Jed-Sets) der Teams herleitete, oder von der französischen Übersetzung für den D-Day: „J-Jour“. Womöglich war er aber schlicht und einfach ganz zufällig von einer Liste mit Codenamen für Einsätze gewählt.

## Captain Ikes paramilitärische Geheimarmee

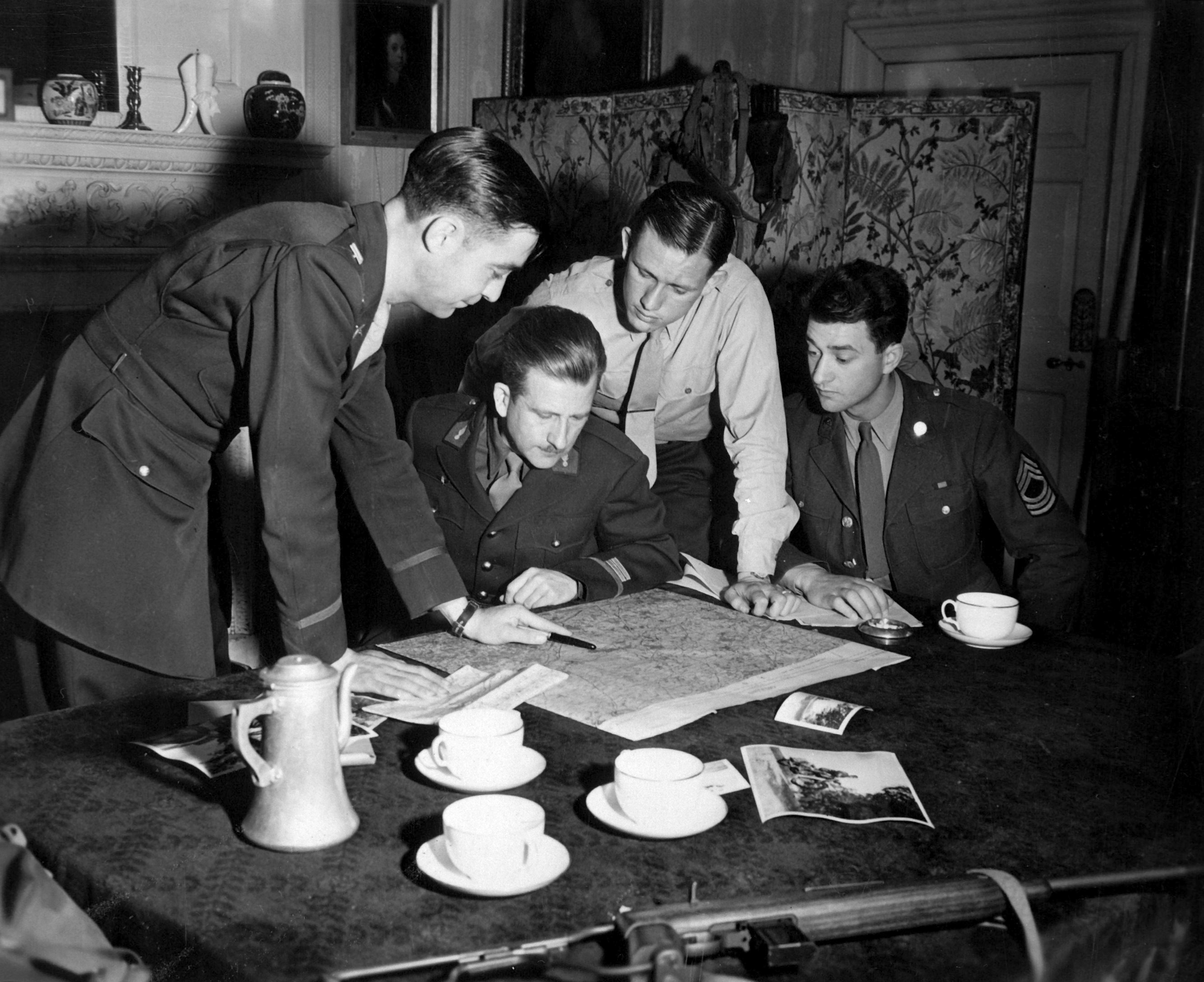
Jedburgh-Team mit Briefing Officer bei der Lagebesprechung in London 1944

Die Operation Jedburgh war die erste echte Zusammenarbeit zwischen der Special Operations-Abteilung des OSS und der Special Operations Executive. Letztere arbeitete mit den in London ansässigen Militäreinheiten der Exilregierungen aus Frankreich, Belgien und den Niederlanden zusammen. Da die Ressourcen für einen großangelegten Angriffskrieg seitens der SOE zu diesem Zeitpunkt nicht vorhanden waren, den Briten standen nur 23 Handley Page Halifax Bomber zur Verfügung, nutzte man die Erfahrungen der OSS für psychologische Kriegsführung. Mit Seeblockaden und ständigen Bombenangriffen allein konnte man Nazideutschland auch nicht zur Kapitulation zwingen. So entschied man sich, das Reich von Innen heraus zu destabilisieren, bevor man zum D-Day und zum Endkampf überging. Dafür setzte man auf die Mitarbeit ziviler Widerstandsgruppen aus den besetzten Gebieten und bildete geeignete Leute, die vor den Nationalsozialisten aus ihren Heimatländern nach England geflohen waren, zu Geheimagenten aus.
Die Operation Jedburgh unterstand dem Oberbefehlshaber der Alliierten Streitkräfte Europas, General Dwight D. Eisenhower. Ein Jedburgh-Team bestand meist aus drei Personen. Jeweils einer der Offiziere war britischer, amerikanischer oder französischer Abstammung und der andere von der Nationalität des entsprechenden Landes, in dem der Einsatz stattfinden sollte. Ein Mitglied des Teams war immer Funker, um mit dem Kommunikationsgerät, das allgemein als „Jed-Set“ bezeichnet wurde, Kontakt zu dem Hauptquartier der Special Forces aufzunehmen. Dieser konnte von jeder alliierten Nationalität sein. Manchmal wurden auch größere Gruppen entsandt.

Amerikanische Soldaten, die Monate vor dem D-Day für den Einsatz ausgebildet wurden, erhielten den Aufruf:
„Gesucht: Freiwillige für den sofortigen Auslandseinsatz. Kenntnisse in Französisch oder einer anderen europäischen Sprache bevorzugt; Bereitschaft und Fähigkeit, sich als Fallschirmspringer zu qualifizieren, notwendig; Wahrscheinlichkeit eines gefährlichen Einsatzes garantiert.“
Männer, die sich für den mysteriösen Auftrag meldeten, erfuhren erst nach einer Reihe von physischen und psychischen Tests, dass sie bei einer geheimen Organisation eingesetzt werden sollten, von der sie zuvor noch nie etwas gehört hatten.

## Ausbildung

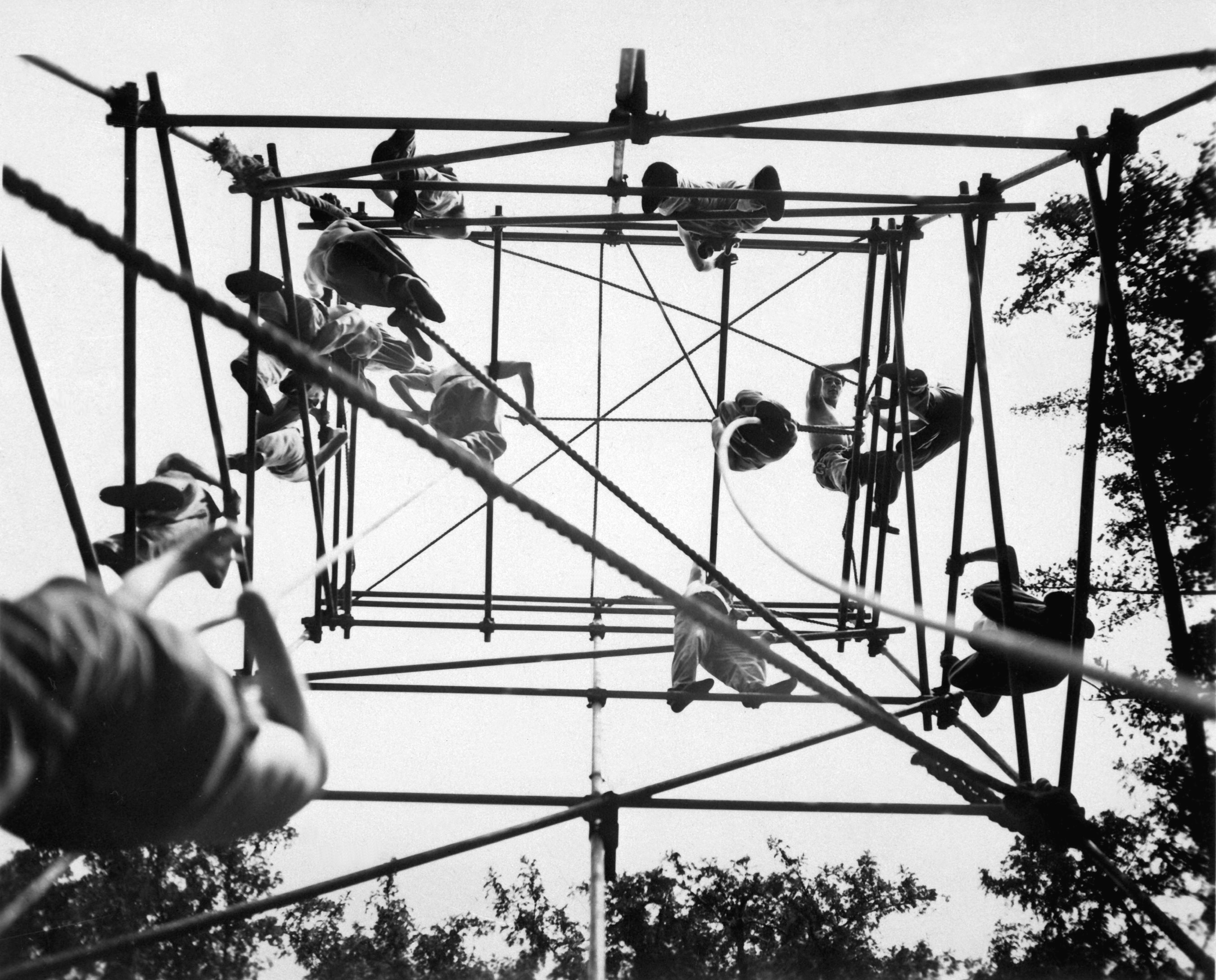
Klettertraining der Jedburgh-Teams in Milton Hall 1944

Motto der Jeds war „Überraschen, töten, verschwinden“. Die dreimonatige Ausbildung der paramilitärischen Einheit bestand aus Fallschirmspringen, Amphibienoperationen, Skifahren, Bergsteigen, Funktechnik mit Morsezeichen, Schießen mit Kleinwaffen, Navigation, Nahkampf, Sprengstofftechnik und Spionagetaktik sowie Fremdsprachenunterricht.
Die Basis befand sich im Herrenhaus Milton Hall, unweit der Stadt Peterborough, im Osten Englands und nicht, wie oft angenommen, irgendwo in den Schottischen Highlands.
Insgesamt wurden 286 „Jeds“ für ihren Einsatz ausgebildet – 83 Amerikaner, 90 Briten, 103 Franzosen, 5 Niederländer und 5 Belgier. Mit Fallschirmen sollten 93 Teams in Frankreich und 8 in den Niederlanden landen. Von dort aus sollten sie mit Hilfe der einheimischen Widerstandsgruppen den D-Day vorbereiten.

## Ausrüstung
Zur persönlichen Ausrüstung eines „Jeds“ gehörten für jeden Mann ein M1-Karabiner und eine Colt-M1911-Automatikpistole. Des Weiteren ein Schlafsack, ein Lebensmittel- und Medipack, ein Feldstecher, eine auf Seide gedruckte Landkarte des entsprechenden Gebiets sowie die Sabotageausrüstung und einige nützliche Kleinigkeiten, mit denen man das Vertrauen der Widerstandsgruppen gewinnen oder sie unterstützen konnte.
Funker hatten zusätzlich zu ihrem B Mk II-Funkgerät Seidentaschentücher, auf denen 500 Phrasen für den Kommunikationsaustausch notiert waren. Diese wurden durch vierstellige Codes ersetzt, um Übertragungszeit zu sparen. Einmalige Kenncodes – One-Time-Pads – dienten dazu, die Nachricht zu verschlüsseln. Die Codenamen der einzelnen Teams waren in der Regel Vornamen. Um den deutschen Geheimdienst zu verwirren, bekamen die Teams später alle möglichen Namen zugeteilt, wie Medikamente, Automarken und andere Dinge.
Bei seinen Einsätzen trug das Team die ganz normale Militäruniform, damit keine Rückschlüsse zur Verbindung mit der Geheimdienstorganisation geschlossen werden konnte. Zudem stand ihnen so ein gewisser Schutz durch internationale Abkommen zu, selbst wenn sie, wie hier, hinter den feindlichen Linien operierten. Gemäß Adolf Hitlers Kommandobefehl bestand trotzdem für alle Angehörigen alliierter Streitkräfte, die sich hinter deutschen Linien befanden, die Gefahr, bei Gefangennahme gefoltert und hingerichtet zu werden. Die Einsätze waren allerdings nie ganz legal und in allen Punkten abgesegnet.

## Einsatz hinter den Frontlinien

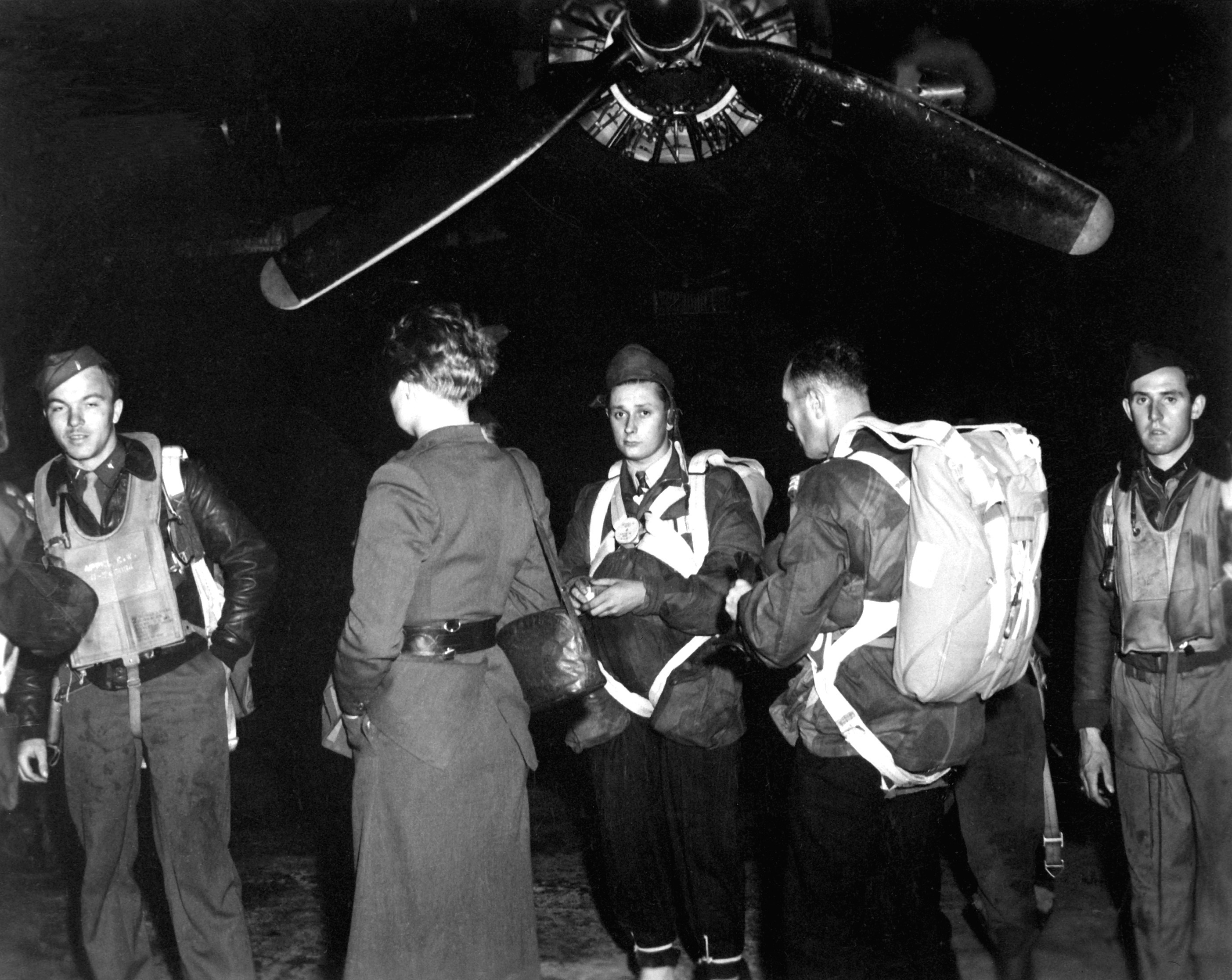
Jedburgh-Team vor einer B-24 am Harrington Airdrome kurz vor Missionsbeginn, England 1944

### Frankreich
Um die Deutschen nicht auf das genaue Datum der Invasionspläne aufmerksam zu machen, erlaubte der Oberbefehlshaber der Alliierten Streitkräfte Europas, General Dwight D. Eisenhower, den Jedburgh-Teams erst in der Nacht vom 5. auf den 6. Juni 1944 über dem besetzten Frankreich abzuspringen.
Das erste Jedburgh-Team, das nachts mit Fallschirmen in Frankreich landete, war das Team „Hugh“. Mit einer Widerstandsgruppe in der Nähe von Châteauroux sollten sie die Operation Overlord vorbereiten. Zwischen Juni und Dezember folgten 93 weitere Jedburgh-Teams und organisierten in 54 weiteren Metropolregionen Frankreichs die Befreiung. Hauptaufgabe der Teams war es, als Verbindungsmänner zwischen den Alliierten Streitkräften und den Einheimischen zu dienen und ihre Ratschläge sowie die strategischen und die Führungskenntnisse weiterzugeben. Ihre größte Stärke lag jedoch darin, Verteidigungsanlagen und Munitionslager des Gegners zu zerstören.

### Niederlande
Von September 1944 bis April 1945 waren acht Jedburgh-Teams in den Niederlanden aktiv. Das erste Team mit dem Codenamen „Dudley“ landete eine Woche vor der Operation Market Garden im Osten der Niederlande. Die nächsten vier Teams unterstützten die alliierten Luftstreitkräfte bei der Durchführung von Market Garden. Nach dem Scheitern der Befreiungsmission ging davon ein Jedburgh-Team in den befreiten Süden der Niederlande und bildete eine Gruppe ehemaliger Widerstandskämpfer aus. Im April 1945 kamen die beiden letzten niederländischen Jedburgh-Teams zum Einsatz. Das Team mit dem Namen „Gambling“ war eine kombinierte Gruppe aus Jedburgh und Special Air Service (SAS). Es wurde zur Unterstützung des Vormarsches der Alliierten in der Mitte der Niederlande abgesetzt. Das andere Team wurde im Rahmen einer Befreiungsaktion des Konzentrationslagers Westerbork bei der SAS-Operation „Amherst“ über den nördlichen Niederlanden abgesetzt.
Trotz der geographischen Schwierigkeiten, in den flachen und dicht besiedelten Niederlanden im Verborgenen zu operieren, waren die Jedburgh-Teams recht erfolgreich.

### Weitere europäische Länder
Weitere Einsatzgebiete der Jedburgh-Teams waren: Belgien, Norwegen, Italien, Jugoslawien, Griechenland, Polen, die Tschechoslowakei und das Deutsche Reich einschließlich Österreich. Einige Jedburgh-Teams waren auch in Algerien eingesetzt.

### Verluste
Während der Einsätze wurden 21 Jeds getötet.

## Fernost
Das Erfolgsmodell Jedburgh wurde ab 1945 auch von den Alliierten im Südostasienkommando (SEAC) übernommen, um die von Japan besetzten Gebiete zu befreien, darunter auch die ehemalige Kolonie Französisch-Indochina. Unter der Leitung von Lord Mountbatten wurden 60 französische Jedburghs und Teams aus dem neu geschaffenen Corps Léger d’Intervention (CLI = Leichte Interventionskorps) ausgesandt. Aber auch amerikanische Einheiten des OSS beteiligten sich daran. Mit Guerillataktiken sollte die Kaiserlich Japanische Armee geschwächt werden und der Widerstand in der Bevölkerung gegen die japanischen Besatzer wachsen. Dafür waren besonders Volksgruppen geeignet, die unter der japanischen Besatzung und deren Hilfsarmeen besonders zu leiden hatten. Die „Jedburgh-Teams“ bildeten Tausende der Einheimischen zu Guerillakämpfern aus, welche die Alliierten Streitkräfte beim Einmarsch in die besetzten Länder hinter den japanischen Linien unterstützen sollten.
Weitere Einsatzgebiete waren Birma, Thailand, Indien und China.

## Nach dem Krieg
Viele der überlebenden amerikanischen Jeds bekamen nach dem Zweiten Weltkrieg verantwortungsvolle Positionen in der US-Armee oder dem OSS-Nachfolger CIA. Beispiele hierfür sind William Colby, der CIA-Direktor wurde, Lucien Conein, ein Verbindungsoffizier der CIA in Vietnam, General John K. Singlaub und Colonel Aaron Bank, beides Oberbefehlshaber der United States Army Special Forces.
Unter den französischen Jedburghs befanden sich Paul Aussaresses, späterer Gründer des 11e RPC des SDECE und Experte für Aufstandsbekämpfung in Französisch-Algerien, Jean Sassi, der später in der 11e RPC diente und Pionier der konventionellen Guerillakommandos GCMA mit Roger Trinquier während des Ersten Indochina-Krieges war, und General Guy Le Borgne, Kommandeur des 8. Marineinfanterie-Fallschirm-Regiment der französischen Armee in Indochina, des 3. Marineinfanterie-Fallschirm-Regiment in Algerien und der 11. Parachute Division.
Die Einheit der Operation Jedburgh gilt als Vorläufer der Spezialeinheiten. Die gewonnenen Erfahrungen und Techniken wurden übernommen und sind heute noch Teil des Trainingsprogramms.